# Черножукова, Виктория Игоревна
Викто́рия И́горевна Черножу́кова (род. 5 апреля 1972, Ленинград, СССР) — русская поэтесса, писательница и журналистка. Член Союза писателей Санкт-Петербурга. Лауреат премии правительства Санкт-Петербурга в области журналистики (2020).

## Биография
Виктория Черножукова родилась 5 апреля 1972 года в Ленинграде. Стихи начала писать ещё в школе, с 1986 года занималась в детском литературном объединении при газете «Ленинские искры», которым руководил поэт Вячеслав Лейкин.
В 1989–1994 годах училась на кафедре радио и телевидения факультета журналистики СПбГУ, в 1993 году дополнительно проучилась один год на дневном отделении философского факультета Религиозно-философского института, где среди её однокурсников был Сергей Шнуров.
С 1995 года стала частью динамичной неофициальной культурной среды Петербурга, выступала на поэтических чтениях «Поэзии ночь», проводимых творческим объединением «Клуб Речников», участвовала в проектах Новой Академии Изящных искусств, возглавляемой Тимуром Новиковым, была моделью в серии работ творческого союза художников Олега Маслова и Виктора Кузнецова.
В декабре 1995 года начала работать в телекомпании «Национальная вещательная сеть», носившей тогда название «22 канал», контент которого состоял из видеоклипов и музыкальных программ. С приходом Черножуковой в эфире появились информационно-развлекательные и публицистические программы, в частности программа «Инкубатор», чьей задачей было амбициозно заявлено открытие новых имён в отечественной поп- и рок-музыке.
Автор сценариев серии документальных телевизионных фильмов для телеканала Russian Travel Guide (2009).
В 2010 году увлеклась созданием интерьерных игрушек в викторианском стиле, черпая вдохновение из идей и образов европейских карикатуристов и иллюстраторов XIX века, таких как Джон Тенниел и Жан Гранвиль, участвовала в международных художественных выставках. «Это игрушки-цитаты, изобилующие мелкими деталями для долгого рассматривания на досуге. Они – мост между мечтой и генетической ностальгией о том времени, когда куклы, платья и столовые приборы переходили от матери к дочери по наследству, отдавались в приданное; когда пластмассы ещё не было, а сахар являлся предметом детского вожделения».
Дети: Пётр Мелихов (род. 1997), Анастасия Мелихова (род. 2001), Константин Мелихов (род. 2007), Арсений Мелихов (род. 2007).

### Литературная и журналистская деятельность
В 2013 году была ведущей проекта «Живая книга», организованного совместно литературно-экстремальным клубом «Самосуд» и арт-центром «Библиотека». На встречах в роли «книг» выступали приглашённые гости: Кирилл Миллер, Андрей Кураев и другие, а сам процесс «чтения» проходил в формате беседы.
В 2014–2018 годах была литературным редактором и основной креативной силой журнала «Аврора». По её инициативе в этот период у журнала изменился формат, появилась электронная версия, современный дизайн и своё узнаваемое лицо. Черножукова входила в число постоянных авторов: вела колонку «Женский взгляд», писала репортажи с выставок, выполнила художественный перевод стихов народного поэта Якутии Ивана Мигалкина и Яны Байгожаевой для выпуска, посвящённого якутской литературе и культуре.
Стихи Черножуковой напечатаны в сборниках поэзии «6 ЛИТО на Звенигородской», «12 вечеров», «XL–XXV», а так же в сетевых изданиях.
В 2019 году в издательстве «Аврора» издан сборник прозы «Филос. Эрос. Агапэ».
В 2019–2021 годах работала креативным директором в информационном агентстве «Невские новости», организовывала и проводила круглые столы, посвящённые болевым точкам актуальной городской повестки, во время пандемии вела ежедневные сетевые эфиры программы «Невский полдник», в которой приглашённые эксперты высказывались о самых обсуждаемых темах или событиях дня. Эта деятельность была дважды отмечена премией Федерации профсоюзов Санкт-Петербурга и Ленинградской области (2019, 2020).
В 2020 году стала лауреатом премии правительства Санкт-Петербурга в области журналистики за проект «Невская проза» — звуковую антологию современной прозы Петербурга в форме подкастов. Целью проекта было сохранить авторское прочтение текста и уникальную интонацию прозаиков Петербурга. Каждый из 66 выпусков — это рассказ или отрывок, который читал лично автор, расставляя акценты так, как он задумал во время написания текста. В выпусках принимали участие Вячеслав Рыбаков, Герман Садулаев, Вячеслав Лейкин, Павел Крусанов, Татьяна Москвина, Сюзанна Кулешова и многие другие.

Творческая встреча с читателями на XIX Санкт-Петербургском международном книжном салоне (2024)

В 2022 году в издательстве «Лимбус Пресс» в соавторстве с латвийским журналистом Владимиром Веретенниковым вышел роман «Частные случаи ненависти и любви». Писательский тандем возник после посещения места расстрела узников даугавпилского гетто в Погулянском лесу.

А ведь какие бы недостатки «Частных случаев…» мы ни обсуждали, роман всё же на голову выше многих других. По сравнению со сказками Гузели Яхиной он практически документальный, по сравнению с унылыми опусами Николая В. Кононова или Сергея Лебедева – куда как увлекательный, а по сравнению с удивительной прозой Алисы Ганиевой — написан всё же по-русски. И однако же трудно представить его в списке «Большой книги» или в топе лучших книг сезона от какого-нибудь глянцевого журнала.
— Вадим Левенталь, «Литературная газета»
В 2023 году роман «Частные случаи ненависти и любви» вошёл в длинный список номинантов на премию «Большая книга».

## Премии
- Диплом победителя конкурса на лучшие материалы в средствах массовой информации о профсоюзах в 2019 году[16].
- Диплом победителя конкурса на лучшие материалы в средствах массовой информации о профсоюзах в 2020 году[17].
- Премия Правительства Санкт-Петербурга в области журналистики в номинации «Лучший медийный проект, реализованный информационным агентством» — за спецпроект «Невская проза» — аудиоантологию современной прозы в форме подкастов, размещённых в сетевом издании «Информационное агентство „Невские новости“» в 2020 году[18].

### Книги
- Черножукова, Виктория. Филос. Эрос. Агапэ. — СПб. : Аврора, 2019. — 280 с. — ISBN 978-5-6042889-1-7.
- Черножукова, Виктория; Веретенников, Владимир. Частные случаи ненависти и любви. — СПб. : Лимбус Пресс, 2022. — 544 с. — ISBN 978-5-8370-0928-0.
  - Рец.:  Вергелис А. П. Виктория Черножукова, Владимир Веретенников. Частные случаи ненависти и любви // Звезда : журнал. — 2023. — № 2.
  - Рец.:  Левенталь В. А. Частные случаи и общая история // Литературная газета. — 2023. — № 3 (6868) (25 января).
  - Рец.:  Шевчук Ю. С. «Мёртвые не умирают» или «диббук всегда возвращается». «Медиа-Центр Зелёного Креста» (17 февраля 2023). Архивировано из оригинала 28 мая 2023 года.

### Сборники
- 6 ЛИТО на Звенигородской. — СПб. : Геликон Плюс, 2012. — С. 269—270. — 336 с. — ISBN 978-5-93682-818-8.
- Черножукова, Виктория. Стихи // «Царскосельская лира» : лит.-публ. альм. — СПб. — Пушкин : Мун. совет Пушкинского р-на СПб, 2014. — № 1. — 256 с.
- 12 вечеров : Сборник петербургской поэзии / Сост.: О. Ю. Молчанова. — СПб. : Лики России, 2015. — 199 с. — ISBN 978-5-87417-518-4.
- Октава : Сборник прозы авторов журнала «Аврора». — СПб. : Аврора, 2018. — 350 с. — ISBN 978-5-9909684-0-0.
- XL–XXV : Литературный клуб XL / Сост.: А. Либуркин. — СПб. : Реноме, 2024. — 144 с. — ISBN 978-5-00125-965-7.